# Grand Prix automobile de France 1976
Résultats du Grand Prix automobile de France de Formule 1 1976 qui a eu lieu sur le circuit Paul Ricard le 4 juillet.

## Classement
| Pos  | N° | Pilote             | Écurie             | Tours | Temps/Abandon          | Grille | Points |
| ---- | -- | ------------------ | ------------------ | ----- | ---------------------- | ------ | ------ |
| 1    | 11 | James Hunt         | McLaren-Ford       | 54    | 1 h 40 min 59 s 4      | 1      | 9      |
| 2    | 4  | Patrick Depailler  | Tyrrell-Ford       | 54    | +12 s 7                | 3      | 6      |
| 3    | 28 | John Watson        | Penske-Ford        | 54    | +23 s 55               | 8      | 4      |
| 4    | 8  | Carlos Pace        | Brabham-Alfa Romeo | 54    | +24 s 82               | 5      | 3      |
| 5    | 5  | Mario Andretti     | Lotus-Ford         | 54    | +43 s 92               | 7      | 2      |
| 6    | 3  | Jody Scheckter     | Tyrrell-Ford       | 54    | +55 s 07               | 9      | 1      |
| 7    | 34 | Hans-Joachim Stuck | March-Ford         | 54    | + 1 min 21 s 55        | 17     |        |
| 8    | 16 | Tom Pryce          | Shadow-Ford        | 54    | + 1 min 30 s 67        | 16     |        |
| 9    | 35 | Arturo Merzario    | March-Ford         | 54    | + 1 min 53 s 57        | 20     |        |
| 10   | 20 | Jacky Ickx         | Wolf-Williams-Ford | 53    | + 1 tour               | 19     |        |
| 11   | 7  | Carlos Reutemann   | Brabham-Alfa Romeo | 53    | + 1 tour               | 10     |        |
| 12   | 17 | Jean-Pierre Jarier | Shadow-Ford        | 53    | + 1 tour               | 15     |        |
| 13   | 21 | Michel Leclère     | Wolf-Williams-Ford | 53    | + 1 tour               | 22     |        |
| 14   | 26 | Jacques Laffite    | Ligier-Matra       | 53    | + 1 tour               | 13     |        |
| 15   | 12 | Jochen Mass        | McLaren-Ford       | 53    | + 1 tour               | 14     |        |
| 16   | 18 | Brett Lunger       | Surtees-Ford       | 53    | + 1 tour               | 23     |        |
| 17   | 25 | Guy Edwards        | Hesketh-Ford       | 53    | + 1 tour               | 25     |        |
| 18   | 22 | Patrick Nève       | Ensign-Ford        | 53    | + 1 tour               | 26     |        |
| 19   | 10 | Ronnie Peterson    | March-Ford         | 51    | Distribution d'essence | 6      |        |
| Abd. | 19 | Alan Jones         | Surtees-Ford       | 44    | Suspension             | 18     |        |
| Abd. | 9  | Vittorio Brambilla | March-Ford         | 28    | Pression d'huile       | 11     |        |
| Abd. | 30 | Emerson Fittipaldi | Copersucar-Ford    | 21    | Pression d'huile       | 21     |        |
| Abd. | 38 | Henri Pescarolo    | Surtees-Ford       | 19    | Suspension             | 24     |        |
| Abd. | 2  | Clay Regazzoni     | Ferrari            | 17    | Moteur                 | 4      |        |
| Abd. | 1  | Niki Lauda         | Ferrari            | 8     | Moteur                 | 2      |        |
| Abd. | 6  | Gunnar Nilsson     | Lotus-Ford         | 8     | Boîte de vitesses      | 12     |        |
| Abd. | 24 | Harald Ertl        | Hesketh-Ford       | 4     | Différentiel           | 29     |        |
| Nq.  | 33 | Damien Magee       | Brabham-Ford       |       | Non qualifié           |        |        |
| Nq.  | 31 | Ingo Hoffmann      | Copersucar-Ford    |       | Non qualifié           |        |        |
| Nq.  | 32 | Loris Kessel       | Brabham-Ford       |       | Non qualifié           |        |        |

Légende :
- Abd.=Abandon

## Pole position et record du tour
- Pole position : James Hunt en 1 min 47 s 89 (vitesse moyenne : 193,864 km/h).
- Tour le plus rapide : Niki Lauda en 1 min 51 s 00 au 4e tour (vitesse moyenne : 188,432 km/h).

## Tours en tête
- Niki Lauda : 8 (1-8)
- James Hunt : 46 (9-54)

## À noter
- 3e victoire pour James Hunt.
- 17e victoire pour McLaren en tant que constructeur.
- 89e victoire pour Ford Cosworth en tant que motoriste.